# Канищев, Анатолий Анатольевич
Анато́лий Анато́льевич Кани́щев (род. 11 декабря 1971, Воронеж) — российский футболист, выступавший на позиции нападающего. Известен по выступлениям за «Аланию» и московский «Спартак», в составе каждого из которых становился чемпионом России. Игрок национальной сборной России (1996—1997).

## Карьера

### Клубная
Воспитанник воронежского футбола. Учился в спортивной спецшколе, по окончании которой оказался в Центре олимпийской подготовки при команде «Факел». В скором времени ЦОП расформировали, а Канищев тренировался с дублем «Факела». В 1989—1991 служил в армии, в Тбилиси, в батальоне охраны, охранял квартиру и дачу командующего Закавказским военным округом. По возвращении из армии проходил сборы с «Факелом», во время которых согласился на переход в казахстанский «Горняк». Первый сезон в команде осваивался — не забил ни одного мяча. Но уже на следующий год был лучшим бомбардиром команды (16 мячей), вместе с клубом стал бронзовым призёром чемпионата Казахстана. Канищева приглашали в сборную Казахстана, но тренеры «Горняка» отговорили, дав понять, что Канищев может быть полезен и сборной России.
В 1994 году настойчивость в приобретении игрока показало арзамасское «Торпедо», куда Канищев и перешёл. Помог команде подняться из Второй лиги в Первую. В апреле 1995 года «Торпедо» проводило матч 1/4 финала Кубка России 1994/95 против «Спартак-Алании». Несмотря на то, что игра была проиграна со счетом 0:3, Канищева заметил Валерий Газзаев. На следующий день все формальности по переходу были решены и за сумму в 100 тысяч долларов футболист стал игроком «Спартака-Алании». 29 апреля 1995 дебютировал в Высшей лиге в игре против тюменского «Динамо-Газовика» (4:0), а осенью 1995 года дебютировал в еврокубках в матчах против английского «Ливерпуля».
В Высшей лиге чемпионата России сыграл 124 матча, забил 26 мячей.

### В сборной
Осенью 1996 дебютировал в сборной России. Сыграл 3 матча:
- 1 сентября 1996. Отборочный матч к ЧМ-1998. Россия — Кипр, 4:0. 45 минут, вышел на замену
- 7 февраля 1997. Международный турнир. Югославия — Россия, 1:1, по пенальти — 5:6. 87 мин, был заменён
- 10 февраля 1997. Международный турнир. Швейцария — Россия, 1:2. 14 мин, вышел на замену

Канищев был вызван на сбор перед матчем против Кипра, намеченный 29 марта 1997 года, однако не вышел на связь (по версии клуба — был травмирован). 24 марта за отказ приехать в сборную КДК дисквалифицировал Канищева на пять матчей чемпионата России, а сам Канищев больше в сборной не играл.

## Достижения

### Командные
- Чемпион России (3): 1995, 1998, 1999
- Серебряный призёр чемпионата России: 1996
- Обладатель Кубка России: 1997/98
- Бронзовый призёр чемпионата Казахстана: 1993

### Личные
- В списках 33-х лучших футболистов чемпионата России (2): № 1 (1995); № 2 (1996)
- Лауреат премии «Стрелец» в номинации «Лучший нападающий»: 1995